# Юность (Тверь)
Юность — жилой массив (микрорайон) в Заволжском районе города Твери.
Находится в северо-западной части Твери.
Границы:
- Октябрьская железная дорога (юго-запад);
- Северо-Западная промзона (северо-запад);
- Посёлок Вагонников (северо-восток);
- на юго-востоке — более старая застройка (Горбатка, ул. Хромова).

## История
Спроектирован в 1974—1976 годах как экспериментальный район с применением новой улучшенной серии типовых домов, разработанных совместно с Московским ЦНИИЭП жилища (архитектор Г. А. Гринько, инженер Р. А. Власов). Застраивался с 1977 года 5-, 9-, 12- и 16- этажными жилыми домами новых серий. Первоначально — на территории от железной дороги до ул. Паши Савельевой, в 1990—2000-е годы — от ул. Паши Савельевой до посёлка Вагонников. В 2000-е годы построены несколько торговых центров («Бэст», «Дюна»).

## Улицы микрорайона
Основной магистралью является ул. Паши Савельевой.

## Транспорт
Общественный транспорт:
- автобус (№ 6, 9, 19, 30, 43, 223)

## Инфраструктура
- Средняя школа МОУ СОШ № 7
- Средняя школа МОУ СОШ № 15
- Средняя школа МОУ СОШ № 50